# Liste der Bodendenkmäler in Wiesenfelden
Auf dieser Seite sind die Bodendenkmäler in der niederbayerischen Gemeinde Wiesenfelden zusammengestellt. Diese Tabelle ist eine Teilliste der Liste der Bodendenkmäler in Bayern. Grundlage ist die Bayerische Denkmalliste, die auf Basis des Bayerischen Denkmalschutzgesetzes vom 1. Oktober 1973 erstmals erstellt wurde und seither durch das Bayerische Landesamt für Denkmalpflege geführt wird. Die folgenden Angaben ersetzen nicht die rechtsverbindliche Auskunft der Denkmalschutzbehörde.

## Bodendenkmäler der Gemeinde Wiesenfelden

### Bodendenkmäler in der Gemarkung Saulburg
| Lage                | Objekt | Akten-Nr.     | Bild |
| ------------------- | --- | ------------- | ---- |
| Saulburg (Standort) | Untertägige mittelalterliche und frühneuzeitliche Befunde im Bereich der Katholischen Filialkirche St. Georg in Auenzell. Siehe auch: St. Georg (Auenzell)                                                                                    | D-2-6941-0053 |      |
| Saulburg (Standort) | Untertägige mittelalterliche und frühneuzeitliche Befunde und Funde im Bereich der Burganlage Saulburg, darunter Spuren der Vorgängerbauten und der verfüllte Halsgraben mit Spuren einer abgebrochenen Kapelle. Siehe auch: Schloss Saulburg | D-2-7041-0044 |      |
| Saulburg (Standort) | Untertägige Befunde und Funde im Bereich der Katholischen Schlosskapelle St. Aegidius in Saulburg, darunter Spuren der Vorgängerbebauung und Gräber.                                                                                          | D-2-7041-0216 |      |
| Saulburg (Standort) | Untertägige frühneuzeitliche Befunde im Bereich der Katholischen Kirche Mariae Schnee in Saulburg. Siehe auch: Mariae Schnee (Saulburg) | D-2-7041-0219 |      |

### Bodendenkmäler in der Gemarkung Waxenberg
| Lage                 | Objekt                                     | Akten-Nr.     | Bild |
| -------------------- | ------------------------------------------ | ------------- | ---- |
| Waxenberg (Standort) | Wüstung der frühen Neuzeit bei Forstbrunn. | D-2-6941-0058 |      |

### Bodendenkmäler in der Gemarkung Wiesenfelden
| Lage                    | Objekt | Akten-Nr.     | Bild |
| ----------------------- | --- | ------------- | ---- |
| Wiesenfelden (Standort) | Verebneter Burgstall des Mittelalters. | D-2-6941-0011 |      |
| Wiesenfelden (Standort) | Siedlung des Mittelalters. | D-2-6941-0042 |      |
| Wiesenfelden (Standort) | Siedlung des Mittelalters. | D-2-6941-0043 |      |
| Wiesenfelden (Standort) | Untertägige mittelalterliche und frühneuzeitliche Befunde im Bereich der Katholischen Pfarrkirche Mariae Himmelfahrt in Wiesenfelden, darunter Spuren von Vorgängerbauten und der Friedhof. Siehe auch: Mariae Himmelfahrt (Wiesenfelden) | D-2-6941-0044 |      |
| Wiesenfelden (Standort) | Untertägige mittelalterliche und frühneuzeitliche Befunde im Bereich des Schlosses Wiesenfelden, darunter Spuren von Vorgängerbauten und der Wirtschaftshof. Siehe auch: Schloss Wiesenfelden                                             | D-2-6941-0045 |      |
| Wiesenfelden (Standort) | Untertägige frühneuzeitliche Befunde im Bereich der Katholischen Wallfahrtskirche St. Magdalena, der Gnadenkapelle U.L. Frau und des Frauenbrünnl.                                                                                        | D-2-6941-0049 |      |
| Wiesenfelden (Standort) | Untertägige frühneuzeitliche Siedlungsteile im Bereich der Hofwüstung Hütten. | D-2-6941-0062 |      |
| Wiesenfelden (Standort) | Mittelalterliche bzw. frühneuzeitliche Wüstung Oberhof. | D-2-6941-0065 |      |
| Wiesenfelden (Standort) | Untertägige mittelalterliche und frühneuzeitliche Befunde im Bereich der Katholischen Filialkirche St. Rupertus. | D-2-6941-0066 |      |